# L'Homme communiste

L'Homme communiste est un recueil d'essais de Louis Aragon paru en 1946, qui prépare la publication de Les Communistes, le cinquième roman du cycle du Monde réel et  évoque directement une rencontre entre Louis Aragon et des salariés du  Nord-Pas-de-Calais, dans un projet d'écrire sur la grève patriotique des mineurs de 1941.

## Genèse et arrière-fond social
Ce livre est pour Aragon l'occasion de renouer, en tant que communiste, avec la classe ouvrière, 20 ans après l’occupation de l’Allemagne en 1919, qui l'avait rendu témoin d’une grève des mineurs allemands près de Voelklingen, alors qu'il n’avait jamais vu de mine. Malgré le militantisme au PCF, "les ouvriers ... cela n’avait pas été une préoccupation pour moi jusqu’alors", écrira-t-il.
En 1946, Aragon publie d'abord des poèmes écrits par le journaliste lillois André Stil, 25 ans, saluant les discours de Maurice Thorez vantant la Bataille du charbon d'après-guerre. Ces poèmes d'André Stil début 1946, qui sera nommé quatre ans après rédacteur en chef de L'Humanité paraissent dans la revue Europe de février 1946.
Peu après, le même André Stil invite Aragon dans la région, les 18 et 19 mars 1946 et sa visite est fixée à mars 1946, pour une descente au Puits de mine no 7 de Dourges-Dahomey, où avait commencé la grève de mai-juin 1941. Cette visite prépare la saga Les communistes qui doit mettre en scène une intrigue allant jusqu'à la fin de la Seconde Guerre mondiale. Aragon y renoncera finalement et l'arrêtera en 1940, renonçant en particulier à évoquer cette grève de prestigieuse de 1941. Dès la publication du premier tome, en mai 1949, c'est la déception dans la région: pas un mot sur grève héroïque, mais on espère que ce sera dans les tomes suivants. En fait, plusieurs tomes de cette saga Les Communistes ne seront jamais écrits.
Le premier jour de son voyage de 1946, Aragon avait rencontré des salariés de la mine où a démarré la grande grève de 1941. Puis le lendemain, il donne des précisions sur son projet devant 1200 personnes, dont un quart d'étudiant, réunies dans la salle des fêtes de la Faculté de Lille par Jacques Tréfouël, président de l’Union nationale des intellectuels (UNI), qui avait fait ses études secondaires avec lui au lycée Carnot de Paris. Aragon était alors membre du comité directeur de l'UNI, issue de la Résistance, et très actif dans sa plus importante organisation, le Comité national des écrivains (CNE). A l'université de Lille, Aragon évoque le lendemain le sacrifice du Colonel Fabien, Charles Debarge et autres martyrs, en estimant que « leur sacrifice avait un sens suprême, de même nature que celui qui incitait les ouvriers français, comme ceux de l'Oural, à produire ». Il cite, pour appuyer son projet, des oeuvres de Zola, de Péguy et la Chanson de Roland poème épique et chanson de geste du Moyen Âge attribuée parfois, sans certitude, à Turold.

## Sommaire
En 1946 , Aragon fait publier ce recueil d'essais, dont deux consacrés au décès de Paul Vaillant-Couturier en 1938, mais écrits en majorité entre 1942 et 1946, auquel il donne le titre L'Homme communiste.
Il rassemble les écrits suivants :
- Ecrit pour une réunion de quartier (1946)
- Sur Paul vaillant-Couturier (1937)
- Sur les prisons de France (1943)
- « Les mots sont lourds par quoi j’aime et je hais… »(fin 1944)
- Le témoin des martyrs
- I Il n’y a rien au monde dont je sois plus fier (1946)
- II Les martyrs (février 1942)
- III Le crime contre l’esprit. (1943)
- La passion de Gabriel Péri (fin 1944)
- « Comme je vous en donne l’exemple » (Daniel Decourdemanche fin mai 1945)
- Maurice Thorez et la France (fin 1945)
- Lettres de fusillés (1946)[8].

## Contenu

### Sur Paul Vaillant-Couturier
L'un des premiers textes est "Sur Paul vaillant-Couturier (1937)" est un  hommage posthume consacré à l'écrivain, journaliste et homme politique français  mort le 10 octobre 1937, qui a participé à la fondation du Parti communiste français. Paul Vaillant-Couturier avait pendant la Première Guerre mondiale participé à la rédaction du Canard enchaîné  avec Henri Béraud et Roland Dorgelès puis était entré en 1920 à L'Humanité au moment de la bataille pour l'adhésion à la IIIe Internationale dans les rangs de la SFIO avant d'en prendre plus tard la direction d’avril 1926 à septembre 1929, puis, officiellement, à nouveau de juillet 1935, y réalisant des grands reportages sur l'URSS plan quinquennal en 1931 et 1932, sur la Chine en 1933, et ensuite sur l'Espagne en 1934 et en 1936-1937. Le 2 février 1937, au moment où il fut victime d'un attentat au revolver causant sa mort.
Peu avant son décès en 1937 d'un infarctus du myocarde, Paul Vaillant-Couturier, avait publié dans la revue Esprit "Au service de l’Esprit", un manifeste et texte officiel sous forme d'un« rapport » approuvé à l’unanimité par le Comité central du PCF, le 16 octobre 1936, estimant que "l'homme ne peut penser et créer que s’il est libre" et que "dans le monde capitaliste des monopoles privés, la personne humaine, cette grande force spirituelle, est traquée", le manifeste "appelant le retour à l’art sain dans la liberté".

### Le Crime contre l’esprit
Dans Le Crime contre l’esprit, paru en 1943 puis repris dans L’Homme communiste, Aragon réagit à l’exécution des otages de Châteaubriant, en se basant sur der témoignages de militants, et il y consacre plusieurs pages à Georges Politzer, professeur agrégé de philosophie issu d'une famille juive hongroise, qui avait séjournant à Vienne et suivi les séminaires de la Société psychanalytique.

### Maurice Thorez et la France
Maurice Thorez et la France, écrit fin 1945, juste avant que le recueil soit publié, revient sur les polémiques internes au PCF, au cours du second semestre 1945, concernant la façon sont la bataille du charbon est conçue et mise en avant par le secrétaire général de son parti Maurice Thorez, le texte d'Aragon clamant avec une "assurance euphorique" que « sa présence à notre tête, c'est la certitude qu'il ne peut y avoir de Munich de la production ». Peu après des poèmes écrits par le journaliste lillois André Stil, 25 ans, saluant les discours de Maurice Thorez vantant la Bataille du charbon paraissent dans la revue Europe de février 1946 et 'André Stil sera nommé, quatre ans après seulement, rédacteur en chef de L'Humanité.
Dans L'Homme communiste, le chapitre "Maurice Thorez et la France" a permis à Louis Aragon de désigner Maurice Thorez comme « un professeur d’énergie », un professeur "dont le peuple avait suivi, en se lançant dans la bataille de la production, la « leçon d’énergie nationale »".
L'expression s'inspire d'un précédent, le "Roman de l'Énergie nationale" ,une œuvre politique où Maurice Barrès, évoque des épisodes alors très récents de l'histoire nationale, décliné en trois volumes successifs : Les Déracinés (1897), L'Appel au soldat (1900) et Leurs figures (1902). Figure de proue du nationalisme français, Maurice Barrès fut d'abord
jusqu'en 1905 un écrivain engagé et antisémite puis évolua.
Sur le même thème, l'écrivain communiste Jean Fréville saluera ensuite, en mai 1949, lors de la parution du premier Tome du roman "Les Communistes" « un roman de l’énergie nationale ». Dans un article de L'Humanité de février 1952 rendant compte de sa visite à Thorez en URSS, où il était soigné, Aragon utilisera à son tour lui-même l’expression « ce que Barrès jadis appelait un professeur d’énergie nationale ». Cette expression sera reprise dans la suite de L’Homme communiste publiée, sept ans après, chez Gallimard en 1953.
À la Libération, lors de la première parution de L’Homme communiste, il s'agissait surtout de « faire fructifier le capital symbolique de héros morts mais aussi, tâche plus malaisée, de parvenir à introniser au panthéon de la croyance quelques héros vivants », comme Maurice Thorez, pour rendre hommage à celui qui « revalorisateur éprouvé de toutes les valeurs françaises, revalorisera la France », nouvel usage de la formule barrésienne de « professeur d’énergie ».
D'autant que les modalités et équilibres de cette Bataille du charbon sont alors contestés par le leader régional de la CGT et du PCF, Auguste Lecoeur ancien héros de la Résistance, tantôt perçu comme un possible dauphin de Maurice Thorez, tantôt comme son rival et qui fut le véritable organisateur en 1941 de la grève des mineurs. Après le discours productiviste de Thorez à Waziers le 21 juillet 1945, Auguste Lecœur avait notamment regretté l'arrêt de l'épuration des ingénieurs qui avaient collaboré avec les Allemands, mais Thorez lui avait intimé rapidement de se taire. "Produire, encore produire, c'est votre devoir de classe", déclare Maurice Thorez le 21 juillet 1945 lors d'un meeting réunissant  un millier de militants du PCF près de Douai, à Waziers, en dénonçant violemment L'absentéisme. Thorez réitère peu après son propos à Valenciennes, Bruay et Montceau-les-Mines car il peine à se faire entendre, beaucoup de syndicalistes et résistants ne comprenant pas que Thorez prône la journée de dix heures, selon les rapports des Renseignements généraux, ou voudraient au moins que soient d'abord écartés les ingénieurs des mines ayant collaboré avec les Allemands pendant la guerre.
Lecoeur venait de s’affronter durement à Francis-Louis Closon, qui après la défaite de 1940 avait rejoint les gaullistes à Londres avant d'être nommé en juillet 1944 Commissaire de la République pour le Nord et le Pas-de-Calais, dans les faits le vrai patron des Houillères régionales, poste qu'il perdra finalement en 1946. Le différend concerne la révocation de deux mineurs CGT qui venaient de se heurter à un agent de maitrise, considéré comme un collaborateur des Allemands pendant la guerre. Dans les colonnes de Liberté, Auguste Lecœur a de plus soutenu l'action revendicatrice, pour les salaires et les conditions de travail, mais aussi pour dénoncer la faiblesse de l’épuration chez les ingénieurs.
Au lendemain du discours de Waziers, deux articles paraissent dans Liberté contre Francis-Louis Closon. Ils valent à Lecoeur une réprimande immédiate du Bureau politique du PCF. Deux mois et demi après, la divergence Thorez-Lecoeur s'aggrave. Le 3 novembre 1945, à Issy-les-Moulineaux, Lecœur fait à nouveau remonter le sentiment des mineurs sur deux points : l'épuration dans les mines n'a pas vraiment eu lieu et les militants, qui à 80 % n'étaient pas là en 1940, se posent des questions sur ce que faisait leur nouveau parti au début de la Seconde Guerre mondiale. Maurice Thorez l'oblige alors à l'interrompre son intervention et l'apostrophe violemment, devant tout le comité central élargi.
Quelques semaines plus tard, la plume d'Aragon n'en exalte que plus "l'appel au travail forcené, au travail sans égard aux conditions de travail, au travail héroïque pour la Nation, pour que les enfants n'aient pas froid, les vieillards ne meurent point et tournent nos usines et renaisse notre patrie". Entre-temps, Auguste Lecoeur a obtenu des engagements sur le statut du mineur et la confirmation de nationalisation des mines de charbon, mis immédiatement en place et en janvier 1946 il est entré au gouvernement avec le portefeuille de la production charbonnière malgré son différend avec Maurice Thorez, nomination qu'il a appris par la presse.

### Écrit pour une réunion de quartier
Le livre s’ouvre par un texte daté de 1946 et intitulé Écrit pour une réunion de quartier, titre qui renvoie sans doute à l’activité militante de Louis Aragon et qui est le dernier écrit juste avant la publication du recueil, peu après celui consacré à Maurice Thorez, les deux textes se complétant dans leur suivi de l'actualité au PCF.
« Écrit pour une réunion de quartier », est considéré comme un texte "lourdement didactique", élaboré autour de l'idée que "tout au contraire de l’image qu’on donne de lui, le communiste ne pose pas d’abord la nécessité de la Révolution avec une majuscule", loin de l’image du révolutionnaire lyrique, car elle est pour lui au contraire "une dure nécessité à laquelle il est contraint par l’ennemi de classe, pour poursuivre le programme positif qui est le sien, pour une vie meilleure des hommes, une vie qui ne soit pas à la merci de ces hommes-là qui sont des loups pour l’homme".

## Postérité
Ce livre est considéré au XXIe siècle comme « bien oublié » par les spécialistes d'Aragon, car non réédité depuis des dizaines d’années.

## Édition
- Louis Aragon, Œuvres romanesques complètes, tome III et IV, Bibliothèque de la Pléiade, NRF